# Филип де Брока
Филип де Брока (на френски: Philippe de Broca) е френски режисьор. 

## Биография
За киното де Брока мечтае от ранна детска възраст. Завършил е Висшето техническо училище по фотография и кино в Париж, след което работи като оператор и асистент-режисьор с Клод Шаброл и Франсоа Трюфо. След това прави няколко късометражни филма.
Първият игрален филм, заснема през 1960 година.
Сред най-известните филмови творби на режисьора са „Великолепните“, „Непоправимият“, „Откраднахме бедрото на Юпитер“ и др.
Най-новият филм на Филип де Брока „Пепелянка в ръката“ е замислен като част от филмова трилогия. Въпреки това, малко след премиерата на филма, де Брока умира в клиника в град Ньой-сюр-Сен от рак.
Погребан е в района на южното крайбрежие на Бретан.
Имаше три деца - една от актрисата Марта Келер, родена през 1971 г., две от Валери Роян. Последният брак (1983-1984) е с Маргот Кидър.

## Избрана филмография
| година | филм        | оригинално заглавие | бележки |
| ------ | ----------- | ------------------- | ------- |
| 1972   | Скъпа Луиз  | Chère Louise        |         |
| 1983   | Африканецът | L’Africain          |         |
| 1984   | Луизиана    | Louisiane           |         |